# ماه‌های آسوری
ماه‌های آسوری ماه‌های مورد تأیید سنت کلیسای آسوری (سُریانی) هستند. که در ابتدای تمدن اسلامی رواج یافتند و به منظور مقدمه سازی برای تقویم دینی مسلمین به عنوان تقویمی قمری هم استفاه شده است. و بعدها توسط مسلمین با عناوین گاه‌شماری رومی یا گاه‌شماری سریانی شناخته شده‌اند. اما منظور صرفاً همان تقویم آسوری است.
تا قرن گذشته و حتی اوایل قرن ۱۴ حاضر خورشیدی در ایران مورد استفاده بوده است. گرچه امروزه به‌کارگیری این ماه‌ها، به خصوص در زبان فارسی متروک گردیده است، امّا هنوز هم گاهی در پاره‌ای از نوشته‌های گذشتگان، به اسامی این ماه‌ها برخورد می‌کنیم. به عنوان مثال در کتاب معروف دعا موسوم به مفاتیح‌الجنان، اشارات متعددی به اسامی این ماه‌ها و آداب و مناسک مربوط به هریک شده است یا در کتابهای قدیمی تاریخ، زمان بسیاری وقایع بر حسب این ماه‌ها ثبت گردیده است. البته در بین عرب زبانان به صورت گسترده اسامی این ماه‌ها در حال حاضر مورد استفاده است و ابتدا و انتهای ماه‌های رومی را منطبق با ماه‌های میلادی به کار می‌گیرند مثلاً ابتدای ژانویه را ابتدای کانون ثانی می‌گیرند.
گاهشماری آسوری تنها نوعی نامگذاری گاهشماری میلادی گریگوری بر اساس اسامی آسوری (آشوری،سُریانی) است.

## نام های ماه‌های آسوری
نام‌های این ماه‌ها و مطابقت هر یک با ماه‌های سال خورشیدی به قرار زیر بوده است. ماه آذار، از یک هفته مانده به یکم فروردین ماه خورشیدی آغاز می‌شود:
1. تشرین اول، ۳۱ روزه، تقریباً مطابق با اواخر مهر ماه تا اواخر آبان
2. تشرین آخر، ۳۱ روزه، تقریباً مطابق با اواخر آبان ماه تا اواخر آذر
3. کانون اول، ۳۱ روزه، تقریباً مطابق با اواخر آذر ماه تا اواخر دی
4. کانون آخر، ۳۱ روزه، تقریباً مطابق با اواخر دی ماه تا اواخر بهمن
5. شباط، ۲۸ روزه، تقریباً مطابق با اواخر بهمن ماه تا اواخر اسفند
6. آذر، ۳۱ روزه، تقریباً مطابق با اواخر اسفند ماه تا اواخر فروردین
7. نیسان، ۳۰ روزه، تقریباً مطابق با اواخر فروردین ماه تا اواخر اردیبهشت
8. ایار، ۳۱ روزه، تقریباً مطابق با اواخر اردیبهشت ماه تا اواخر خرداد
9. حزیران، ۳۱ روزه، تقریباً مطابق با اواخر خرداد ماه تا اواخر تیر
10. تموز، ۳۱ روزه، تقریباً مطابق با اواخر تیر ماه تا اواخر مرداد
11. آب، ۳۱ روزه، تقریباً مطابق با اواخر مرداد ماه تا اواخر شهریور
12. ایلول، ۳۰ روزه، تقریباً مطابق با اواخر شهریور ماه تا اواخر مهر

ابونصر فراهی در کتاب نصاب الصبیان اسامی ماه‌های رومی را به این شکل به نظم درآورده است:
| دو تشرین و دو کانون و پس آنگه |  | شباط و آذر و نیسان، ایار است |
| حزیران و تموز و آب و ایلول    |  | نگه دارش که از من یادگار است |